# Raimund Nolte
Raimund Nolte (* 6. Juni 1963 in Brühl) ist ein deutscher Konzert- und Opernsänger (Bassbariton) und Hochschullehrer.

## Leben

### Ausbildung
Nolte entstammt einem musikalischen Elternhaus und begann im Kindesalter mit Geigenunterricht. Er besuchte das Heilig-Geist-Gymnasium in Würselen. Nach dem Abitur absolvierte er ein Mathematikstudium sowie an der HfMT Köln ein Schulmusik- und Violastudium. Als Bratschist spielte er in verschiedenen Formationen, insbesondere in Ensembles historischer Aufführungspraxis (Concerto Köln, Capella Coloniensis, Collegium Aureum) Von 1990 bis 1994 spielte er im Ensemble „musica antiqua köln“, dessen Leiter Reinhard Goebel ihn in seiner musikalischen Entwicklung maßgeblich prägte. Parallel betrieb er eine private Gesangsausbildung bei Max van Egmond und Mechthild Georg, Josef Metternich und Irmgard Hartmann-Dressler.
Sein Gesangsdiplom erwarb er an der Hochschule für Musik Mainz. Derzeit wird er stimmlich von Gundula Hintz betreut.

### Konzerttätigkeit
Als Solist wurde Raimund Nolte bei europäischen Festivals engagiert, z. B. unter Leitung von Nikolaus Harnoncourt bei der Styriarte in Graz mit Schuberts „Lazarus“, mit René Jacobs bei den Dresdner Musikfestspielen mit Johann Gottlieb Naumanns „Cora“, als Jesus in Johann Sebastian Bachs Matthäuspassion bei den Salzburger Festspielen sowie einer ausgedehnten Europa- und Japan-Tournee. Er war zu Gast bei der Bachwoche Ansbach, beim Festival van Vlaanderen, und Holland Festival, in Prag, Paris, London, bei den Ludwigsburger Schloßfestspielen, beim Rheingau Musikfestival und den Händel-Festspielen in Karlsruhe, Göttingen und Halle.
Nolte arbeitete mit Dirigenten wie David Stern, Martin Haselböck, Alan Curtis, Enoch zu Guttenberg, Hans-Martin Schneidt, Bruno Weil, Gerhard Schmidt-Gaden, Konrad Junghänel, Frieder Bernius, Sigiswald Kuijken, Peter Neumann, Hermann Max, Michael Hofstetter, Michael Schneider und Reinhard Goebel.

### Opernkarriere
Nolte gab sein Operndebüt 1994 bei den Festwochen Alter Musik in Innsbruck als Seiano in Bibers „Arminio“. Als Mitglied des Opernstudios der Deutschen Oper am Rhein reüssierte er als Papageno. Von 1996 bis 2000 war er festes Ensemblemitglied der Komischen Oper Berlin. Weitere Festengagements hatte er am Theater Bielefeld und schließlich von 2005 bis 2010 am Opernhaus Halle. Neben mehreren Produktionen von Händelopern, gehörten hier u. a. Faninal (Rosenkavalier), Kothner (Meistersinger), Donner (Rheingold), Conte Almaviva (Nozze di Figaro) und die Titelpartien in Don Giovanni, Eugen Onegin und Il prigghioniero zu seinen Partien.
Seit 2010 ist Nolte freiberuflich tätig. Opernproduktionen führten ihn u. a. ans Teatro Massimo Bellini in Catania, Königliche Oper Kopenhagen, Hans Otto Theater Potsdam, Badisches Staatstheater Karlsruhe, Opéra national du Rhin Strasbourg, Hamburgische Staatsoper, Staatsoper Berlin, Semperoper Dresden. Teatro Real Madrid, Opéra National de Paris, sowie zu den Wiener Festwochen. Seit 2012 singt Nolte regelmäßig bei den Bayreuther Festspielen, u. a. als Melot in Tristan und Isolde, Meister Ortel in Die Meistersinger, Donner in Das Rheingold. 2024 verkörperte er den Kuno in Der Freischütz auf der Seebühne der Bregenzer Festspiele.

### Lehrtätigkeit
Seit 2016 leitet Raimund Nolte eine Gesangsklasse am Standort Aachen der Hochschule für Musik und Tanz Köln.